# جاي دبليو. ألكسندر
جاي دبليو. ألكسندر (بالإنجليزية: J. W. Alexander)‏ هو كاتب أغاني أمريكي، ولد في 21 يناير 1916 في Hamilton, Mississippi ‏ في الولايات المتحدة، وتوفي في 8 يوليو 1996 في ويست هوليوود في الولايات المتحدة.

## وصلات خارجية
- جاي دبليو. ألكسندر على موقع ميوزك برينز (الإنجليزية)
- جاي دبليو. ألكسندر على موقع ديسكوغز (الإنجليزية)